# Пардубицький замок
Па́рдубицький замок (чеськ. Pardubický zámek) — ренесансний замок-палац недалеко від центру міста Пардубиці, який в XV–XVI століттях був резиденцією панів з Пернштейну. На сьогодні в замку розміщуються Східночеський музей, Східночеська галерея і філіал Національного інституту пам'ятників. У 2010 році замок був внесений в список національних пам'яток культури Чеської Республіки.
Наприкінці XIII століття на місці нинішнього замку був споруджений водний форт. У XIV столітті цей замок, як і вся округа, належав роду панів з Пардубиць, із якого, зокрема, вийшли перший архієпископ Праги Арношт з Пардубиць і середньовічний чеський поет-байкар Сміль Флашка з Пардубіце.
У 1420 році замок і Пардубицьке панство купив Вікторин з Кунштат і Подебрад, батько майбутнього короля Їржі з Подебрад. Після смерті Вікторина в 1427 році замок змінив кількох господарів. Незабаром після гуситських воєн замок був перебудований і оточений новою кам'яною стіною з кутовими башточками і бійницями (фрагменти стін збереглися до наших днів).
У 1491 панство разом із замком придбав Вілем II з Пернштейн, який перебудував замок в чотирикрилий ренесансний палац.